# Hjul og stejle
Hjul og stejle var en vanærende straf, der blev brugt efter henrettelser især halshugning. Til 1866 kunne danske dødsdomme suppleres med krav om at sætte hovedet på en stejle (pæl) og lægge kroppen på et hjul. Bøddelen parterede kroppen og anbragte hovedet på en pæl og kropsdelene på vognhjul, der lå på høje pæle. Hovedet sattes evt. på stejle sammen med en afhugget højrehånd, som det skete efter henrettelsen af Struensee.
Grove forbrydere blev ofte straffet med kagstrygning, knibning eller afhugning af hænder før henrettelsen. Radbrækning var en særlig smertefuld henrettelsesform, der normalt fulgtes af stejling.
At lægge forbrydere på hjul og stejle tjente som skræk og advarsel. Hjul og stejle stod som galgen uden for byens porte eller på herredets tingsted. 
Blev pirater henrettet i en havneby, blev deres hoveder ofte sat på stejler ud mod vandet for at signalere, at byen så alvorligt på sørøveri.